# Maximilian Dallinger
Maximilian Dallinger (* 25. September 1996 in Erding) ist ein deutscher Sportschütze und Weltmeister mit dem Kleinkalibergewehr.

## Werdegang
2014 wurde Dallinger in den Nationalkader berufen und konnte bei der Schieß-Junioren-Weltmeisterschaften 2014 den ersten Platz im 10 m Luftgewehr-Schießen belegen. 2015 trat Dallinger der bayerischen Polizei und somit der Sportfördergruppe der Polizei bei. Dabei profitierte er von seinem Zimmernachbar, der als Läufer ihn fittnesstechnisch inspirierte. Bei der Europameisterschaft 2017 konnte Dallinger jeweils den dritten Platz beim 10-m-Luftgewehr-Team-Schießen und 10-m-Luftgewehr-Mixed, mit Selina Gschwandtner, belegen. Der bisherige Höhepunkt Dallingers Karriere gelang ihm bei den Schieß-Weltmeisterschaften 2018 in Changwon. Dort konnte er mit seinen Teamkollegen Christoph Kaulich und Daniel Brodmeier in der Disziplin 50 m Kleinkaliber liegend den ersten Platz belegen und krönte sich zum Weltmeister.
Im Februar 2024 konnte Dallinger zusammen mit Anna Janßen die Goldmedaille im 10-m-Luftgewehr-Mixed-Schießen beim World Cup in Granada gewinnen. Dies sollte ihm jedoch nicht das Ticket für die Olympischen Spiele in Paris sichern, da er sich beim World Cup in München gegen seinen Konkurrenten und Freund Maximilian Ulbrich durchsetzen musste. Am Ende gewann Ulbrich den direkten Vergleich und nahm bei Olympia teil.